# Campus Nyköping
Campus Nyköping är ett kommunalt lärosäte i Nyköping. Campus Nyköping tillhandahåller flera olika utbildningar och kurser på olika utbildningsnivåer; Högskoleutbildningar, Yrkeshögskoleutbildningar, Kommunal vuxenutbildning och Svenskundervisning för invandrare.

## Campushuset
Campushuset är beläget vid Stora Torget i Nyköping och huserar en majoriteten av de omkring 4000 inskrivna studenterna som läser hela eller delar av sin utbildning på plats.
- Café - Serverar fika och lättare lunch.
- Studiebibliotek - Öppet vardagar för besök och självlån.
- Reception - Öppet vardagar kl 07:30-16:00.

## Högskoleutbildningar på distans
På Campus Nyköping går det att läsa flera olika högskoleutbildningar på distans från Linköpings universitet, Karlstads universitet, Mälardalens högskola och Högskolan i Halmstad.
- Grundlärarprogrammet
- Grundlärarprogrammet fritidshem
- Förskollärarprogrammet
- Specialistsjuksköterska distriktssköterska
- Sjuksköterskeprogrammet

## Kommunal vuxenutbildning
Komvux, innefattar vuxenutbildning motsvarande grundskola och gymnasieskola samt Särvux och Svenskundervisning för invandrare (SFI).
- Grundläggande vuxenutbildning
- Gymnasial vuxenutbildning
- Särskild utbildning för vuxna
- Yrkesutbildning (ej att förväxla med Yrkeshögskoleutbildning)
  - Barnskötarutbildning
  - Vård- och omsorgsutbildning
  - Hotell och turism
  - Bagare/konditor
  - Kock/Matlagare
  - Byggutbildning
  - El-utbildningar
  - Svetsutbildning

## Yrkeshögskola
Eftergymnasiala yrkesutbildningar som kombinerar teori med praktik. En fjärdedel av utbildningen ägnas åt Lärande i Arbete (LiA).
- Kvalificerad Signaltekniker
- Musik- & Eventarrangör
- Specialistbarnskötare
- Specialistundersköterska demens
- Behandlingspedagog
- Stödpedagog
- Medicinsk Sekreterare
- Elkonstruktör
- Elkraftingenjör
- Projektledare Elteknik
- VVS-ingenjör
- Tandsköterska
- Fibertekniker
- Studiehandledare